# نوكيا لوميا آيكون
نوكيا لوميا آيكون (بالإنجليزية: Nokia Lumia Icon)‏ هو هاتف ذكي من نوكيا يعمل بنظام ويندوز فون، تم طرحه في الأسواق في 20 فبراير 2014.

## الخصائص
- نظام التشغيل: ويندوز فون
- الكاميرا الأمامية: 1.2 ميجابكسل
- الكاميرا الخلفية: 20 ميجابكسل
- الشاشة: 1920 × 1080
- الوزن: 167 غ (5.9 أونصة)
- المعالج: 2.2 جيجا هرتز
- الذاكرة: 2 جيجابايت رام
- التخزين: 32 جيجابايت

## وصلات خارجية
- Nokia